# Stanislav Procházka (zpěvák)
Stanislav Procházka (7. srpna 1919 Most – 16. dubna 2016 Praha), vystupující jako Standa Procházka, byl český zpěvák, který se věnoval zejména dechové hudbě.

## Kariéra
Pocházel z hornické rodiny, měl dva starší bratry (Josef a František) a dvě starší sestry (Marie a Josefa). Vyrůstal v Mostě. Po smrti matky a poté, co se otec znovu oženil, se v necelých šestnácti letech odstěhoval do Kolína, kde se začal učit číšníkem. Brzy ale odjel za hudbou a zpěvem do Prahy. V restauraci 2. třídy na Wilsonově nádraží pokračoval v učení na číšníka, kde tříletý učební obor dokončil, přitom chodil na hodiny zpěvu k Hilbertu Vávrovi, který byl barytonem v Národním divadle.
Brzy u něj vyhrála hudba. Jeho vzorem byl zpěvák Jára Pospíšil. Účastnil se soutěží amatérských zpěváků a začal účinkovat s tanečními orchestry v Praze. Profesionálním zpěvákem se stal 16. února 1939, kdy podepsal smlouvu ve vinárně Kotva za denní honorář 40 korun a večeři. Byl pak sólistou v několika kabaretech (mj. U Šenfloků) a kaváren a u celé řady orchestrů. Po angažmá v Lucerna Baru u orchestru Ferdinanda Petra, kde se mj. seznámil s R. A. Dvorským, získal v roce 1941 od dirigenta Jaroslava Maliny i prestižní místo v kavárně Vltava. Poté hrál až do konce druhé světové války v lidových operetách v divadle Járy Kohouta.
Po válce získal možnost vystupovat v rozhlase s orchestrem F. A. Tichého, čímž se jeho popularita rozšířila do celého Československa. Dále ho proslavilo účinkování v rozhlasovém pořadu s Orchestrem Karla Vlacha, v televizi v Televarieté nebo Kavárničce dříve narozených.
Účinkoval v zájezdovém souboru Jaroslava Mangla, přitom byl svědkem prvního poválečného vystoupení Vlasty Buriana, které proběhlo v karlovarském varieté Orfeum. V tomto souboru spolu dost dlouho vystupovali. Poté spolupracoval s konferenciérem Vlastou Ziegnerem. Jezdil také v zájezdovém souboru se Smutným mužem Jaroslavem Válkem.
Jeho vlastním projektem po roce 1967 byl dívčí orchestr Slávinky.
Publikum si z jeho písniček oblíbilo např. Ale ne, ale ne…, Nikdy se nevrátí, Andulička, Bílé konvalinky, Hej, panímámo, Skřivánek zpíval nebo Tam na stráni.
Vystupoval do vysokého věku, ještě ve svých 90 letech vydal nové CD Nedělej nám starosti, stáří.

## Citát
Při mém úplně prvním vystoupení v koncertní kavárně Vltava roku 1958 jsme se Standou Procházkou stáli na jednom jevišti. On byl tehdy už velkou zpěváckou hvězdou. Nešlo si bez něho představit rozhlasové vysílání, měl za sebou už hodně úspěšných gramofonových desek, dokonce hrál i ve filmu. Přitom se s tím, jak se říká, nijak nevytahoval, nenosil nos nahoru. Naopak si mě, začátečníka, vzal jaksi pod svoje ochranná křídla. Radil mi, pomáhal – a také se upřímně radoval z mých stoupajících úspěchů. 
Karel Gott

## Osobní život
Byl ženatý s manželkou Věrou, jejich syn Stanislav Procházka ml. byl zpěvák populární hudby.
Byl velkým fotbalovým fanouškem, pro Slavii Praha nazpíval hymnu Naše věčná Slavia, u které byl spoluautorem textu i hudby. Byl fanouškem Slavie a v jejím dorostu jako mladý absolvoval několik tréninků. Osobně se znal se slávistickými legendami Františkem Pláničkou nebo Josefem Bicanem.
V roce 1997 ho nadace Život umělce vyznamenala cenou Senior Prix.

## Filmografie
V roce 1979 vystoupil v menší roli ve filmu Hodinářova svatební cesta korálovým mořem v režii Tomáše Svobody, Chléb a písně (TV film, 1971), Kavárna na hlavní třídě (1953), Madla zpívá Evropě (1940). Česká televize s ním v roce 2004 natočila střihový pořad Úsměvy Standy Procházky.